# Kodomo-muke-manga
Kodomo-muke-manga (jap. 子供向け漫画) – japońskie określenie komiksów (manga) przeznaczonych dla dzieci.
Filmy animowane dla dzieci to po japońsku: kodomo-muke-anime (jap. 子供向けアニメ)
W kodomo-muke-manga rzadko występuje fanserwis. Historie oraz sposób ich przedstawiania są przystosowane do odbioru przez dzieci.
Przykładowe prace z tego gatunku:
- Doraemon – opowieść o chłopcu i jego kotopodobnym robocie z przyszłości, który ma trzymać chłopca z dala od kłopotów;
- Astro Boy – opowieść o chłopcu-robocie i jego przygodach;
- Hamtaro – opowieść o grupie chomików i ich właścicielach.